# Promanteia
Promanteia (en griego antiguo: προμαντεία, romanizado: promanteía) era el privilegio, concedido a ciudades o individuos por el Oráculo de Delfos, de pedir prioridad a la Pitia. Esparta y Atenas disponían de ella.

## Historia
Durante la época clásica, los sacerdotes de Delfos establecieron una serie de honores que se concedían a quienes ofrecían beneficios al santuario, ya fueran ciudades o individuos. La institución de la promanteia fue uno de los privilegios ofrecidos inicialmente a las ciudades que habían ofrecido ayuda financiera al santuario. De hecho, con la promanteia se tenía derecho a obtener un oráculo antes que los demás (aunque después de los sacerdotes y ciudadanos de Delfos). Dado que los oráculos se daban en periodos concretos y limitados, este derecho podía ser muy importante. Desde principios del siglo IV a. C., este derecho siguió concediéndose a particulares y combinándose con otros privilegios, como los prothysi y los próxenos.